# Porto Rico nos Jogos Olímpicos de Verão de 2020
Porto Rico participa nos Jogos Olímpicos de Verão de 2020. O responsável pela equipa olímpica é o Comité Olímpico de Porto Rico, bem como as federações desportivas nacionais da cada desporto com participação.
Os portadores da bandeira na cerimónia de abertura foram os jogadores de tênis de mesa Brian Afanador e Adriana Díaz.

## Medalheiro
Os seguintes competidores boricuas ganharam medalhas nos jogos.
| Medalha         | Nome                  | Desporto  | Evento          | Data        |
| --------------- | --------------------- | --------- | --------------- | ----------- |
| Medalha de ouro | Jasmine Camacho-Quinn | Atletismo | 100 m barreiras | 2 de agosto |

| Desporto  |   |   |   | Total |
| Atletismo | 1 | 0 | 0 | 1     |
| Total     | 1 | 0 | 0 | 1     |